# Хазенфусс, Вольфганг
Вольфганг Роман Хазенфусс (латыш. Volfgangs Romāns Hāzenfuss; нем. Wolfgang Roman Hasenfuss; 11 декабря 1900, Екабпилс, Российская империя — 6 октября 1944, Гдыня, Польша) — латвийский шахматист немецкого происхождения. По образованию — доктор медицины.

## Карьера шахматиста
Хазенфусс выступал за команду Латвии в Всемирных шахматных олимпиадах:
- В 1931 году на первой запасной доске в Праге (+7 −3 =1);[1]
- В 1933 году на четвёртой доске в Фолкстоне (+5 −6 =3);[2]
- В 1935 году на четвёртой доске в Варшаве (+4 −4 =4);[3]
- В 1936 году на пятой доске в неофициальной олимпиаде в Мюнхене (+7 −7 =3).[4]

В 1931 году он завоевал бронзовую медаль на своей доске.
Также Хазенфусс был участником международных турниров в Кемери — в 1937 году он поделил 17-18 место, а в 1939 году занял 10 место.
В 1944 году участвовал в чемпионате Риги, лидировал после первых туров, но из-за болезни был вынужден прекратить участие в соревновании. Умер в немецком госпитале в Гдыне.